# Ruth Sobotka
Ruth Sobotka (Vienna, 4 settembre 1925 – New York, 17 giugno 1967) è stata una ballerina, attrice e pittrice statunitense di origine austriaca. È stata la seconda moglie del regista Stanley Kubrick.

## Biografia
Era figlia di immigrati austriaci, l'architetto Walter Sobotka (1888–1972) e l'attrice viennese Gisela Schönau, che abbandonarono il Paese nel 1938. Studiò alla University of Pennsylvania e si laureò alla Carnegie Institute of Technology. Dopo aver frequentato il School of American Ballet, divenne membro del Ballet Society di George Balanchine nel 1946-48 e del New York City Ballet dal 1949 al 1961. Come stilista coreografa disegnò i costumi del balletto di Jerome Robbins The Cage (1951) erecitò in Tyl Eulenspiegel (1951).
Apparve in diversi balletti di Balanchine: The Four Temperaments (1946); Serenade, Apollon musagète, Symphony in C (1946); Swan Lake (pas de quatre) (1951); Concerto Barocco, The Nutcracker (1954); Ivesiana (1954); Agon (1957); and The Figure in the Carpet (1961).
Ballò anche per James Waring e Paul Taylor, Erick Hawkins, e John Taras. Anche a Broadway nei musical Sadie Thompson (1944) e On Your Toes (1954).
Come attrice recitò in The Girl di Man Ray (l'episodio "Ruth, Roses and Revolvers") e per Hans Richter in Dreams That Money Can Buy (1947). Apparve in un cameo della ballerina "Iris" nel film di Stanley Kubrick Il bacio dell'assassino (1955), del quale fece anche le coreografie di David Vaughan, e fu direttrice artistica in Rapina a mano armata (1956) di Kubrick.
Dopo aver lasciato il New York City Ballet nel 1961, realizzò coreografie per l'American Shakespeare Festival a Stamford (Connecticut) e seguì corsi di recitazione con Herbert Berghof, Uta Hagen e Lee Strasberg all'Actors Studio.
Morì nel 1967 al Flower and Fifth Avenue Hospital (New York Medical College) dopo una breve malattia, a 41 anni.

## Vita privata
Seconda moglie di Stanley Kubrick (1928-1999), la coppia si conobbe nel 1952; si sposarono il 15 gennaio 1955 e divorziarono nel 1957. Un successivo matrimonio con Donald Boose fu annullato.

## Filmografia
- Dreams That Money Can Buy (1946)
- Il bacio dell'assassino (1954)